# Giải vô địch bóng đá Nam Mỹ 1921
Giải vô địch bóng đá Nam Mỹ 1921 là giải vô địch bóng đá Nam Mỹ lần thứ năm, diễn ra ở Buenos Aires, Argentina từ 2 đến 30 tháng 10 năm 1921. Giải đấu có 5 đội tuyển tham gia, đấu vòng tròn tính điểm để chọn ra nhà vô địch. Chủ nhà Argentina giành chức vô địch đầu tiên sau khi vượt qua Brasil ở lượt trận đấu cuối.

## Địa điểm
| Buenos Aires                   | Buenos Aires |
| ------------------------------ | ------------ |
| Sân vận động Thể thao Barracas |              |
| Sức chứa: 30,000               |              |
|                                |              |

## Kết quả
| Đội       | Pld | W | D | L | GF | GA | GD | Pts |
| --------- | --- | - | - | - | -- | -- | -- | --- |
| Argentina | 3   | 3 | 0 | 0 | 5  | 0  | +5 | 6   |
| Brasil    | 3   | 1 | 0 | 2 | 4  | 3  | +1 | 2   |
| Uruguay   | 3   | 1 | 0 | 2 | 3  | 4  | −1 | 2   |
| Paraguay  | 3   | 1 | 0 | 2 | 2  | 7  | −5 | 2   |

## Trận đấu
| Argentina     | 1–0 | Brasil |
| ------------- | --- | ------ |
| Libonatti 27' |     |        |

| Paraguay             | 2–1 | Uruguay        |
| -------------------- | --- | -------------- |
| Rivas 9' · López 66' |     | Piendibene 83' |

| Paraguay | 0–3 | Brasil                          |
| -------- | --- | ------------------------------- |
|          |     | Machado 21', 44' · Candiota 46' |

| Argentina                                   | 3–0 | Paraguay |
| ------------------------------------------- | --- | -------- |
| Libonatti 1' · Saruppo 71' · Echeverría 76' |     |          |

| Uruguay       | 2–1 | Brasil     |
| ------------- | --- | ---------- |
| Romano 1', 8' |     | Zezé I 53' |

| Argentina     | 1–0 | Uruguay |
| ------------- | --- | ------- |
| Libonatti 57' |     |         |

## Danh sách cầu thủ ghi bàn
3 bàn
- Julio Libonatti

2 bàn
| - Machado | - Ángel Romano |  |

1 bàn
| - Raúl Echeberría - Blas Saruppo - Candiota | - Zezé - Ildefonso López - Gerardo Ribas | - José Piendibene |